# Periophthalmus takita
A Periophthalmus takita a csontos halak (Osteichthyes) főosztályának a sugarasúszójú halak (Actinopterygii) osztályába, ezen belül a sügéralakúak (Perciformes) rendjébe, a gébfélék (Gobiidae) családjába és az iszapugró gébek (Oxudercinae) alcsaládjába tartozó faj.

## Előfordulása
A Periophthalmus takita előfordulási területe Ausztrália északi részén, vagyis az Indiai- és a Csendes-óceánok határán van.

## Megjelenése
Ez a halfaj legfeljebb 6,5 centiméter hosszú. A hátúszóján 8-12 tüske és 112 sugár, míg a farok alatti úszóján 1 tüske és 10-12 sugár ül. Az oldalvonala mentén 58-73, míg a tarkója tájékán 22-31 pikkelye van. A hasúszók csak részben vannak összeforrva, és a külső részükön apró, barna pontok vannak. A feje és a teste halvány szürke; hasi része fehéres. A pofáján, a test elülső részén és a mellúszók tövénél kis, kerek, feketés pontok láthatók. A test hátsó részén a pontok narancssárgává változnak. Az első hátúszó nagyon lekerekített; színezete a szürkétől a feketéig változik; a széle pedig fehéres. A második hátúszója fehéres szürke, még világosabb szélekkel. Ezen a hátúszón két, széles fekete sáv van; az egyik egységes és az úszó közepén húzódik, míg a másik pontokból tevődik össze és az úszó töve mellett található. A farok alatti úszó narancssárga vagy krémszínű. A mellúszók világosak szürke mintázattal. A farokúszója a világos szürkétől a rózsaszínes szürkéig változik.

## Életmódja
Trópusi halfaj, amely a főleg brakkvízben élő rokonaitól eltérően, inkább a tengervizet kedveli. Az oxigént képes, egyenesen a levegőből kivenni, azzal a feltétellel, ha nedvesek a kopoltyúi és a bőre. A víz alá is lemerülhet.